# 장수 장수리 의암송
장수 장수리의 의암송은 대한민국의 천연기념물이다.